# Aram-Naharaim
Aram-Naharaim (hebr. ‏אֲרַם נַֽהֲרַיִם‎, „Aram między dwiema rzekami”, „międzyrzecze”) – według Biblii obszar między rzekami Eufrat i Tygrys w Mezopotamii lub rzekami Eufrat i Orontes. W związku z ekspansją Aramejczyków ze swych pierwotnych terytoriów na zachód, nazwę Aram-Naharaim rozciągnięto również na Syrię. Kraj Aram tworzyło szereg małych państewek.